# Желява
Желява е село в Западна България. То се намира в район Кремиковци на Столична община, област София.

## География
Намира се на 29 км от София по пътя за Ботевград, между селата Яна и Елешница (преди 1991 г. – Йорданкино), на 1 км от автомагистрала „Хемус“. То е разположено в полите на Западна Стара планина – изходен пункт по туристическия маршрут за връх Мургаш, където са разположени едноименнатата хижа и метеорологична станция.

## История
Около селото са запазени редица паметници, свидетели на многовековното съществуване на селището – тракийска могила, некрополи, римски монети, средновековно градище, манастири и др. Населението принадлежи към етническата група шопи. В епохата на Българското възраждане Желява започва своето икономическо, културно-просветно и политическо пробуждане. През пролетта на 1872 г. е създаден Желявският частен революционен комитет.

## Културни и природни забележителности
В с. Желява – по-важните исторически и културни паметници на културата са черква „Св. Николай Чудотворец“, Оброчища – Св. Илия, Св. Спас, Св. Иван – от юни 1971 г., Параклисите „Св. Богородица“ и „Св. Петър“, Гробът на ботевия четник Ангел Тодоров в местността Мерова поляна и др.

## Транспорт
Селото се обслужва от 1 автобусна линия на Центъра за градска мобилност – 118, която го свързва със с. Яна,с.Горни Богров,кв.Ботунец,кв.Челопечене кв.Враждебна и автостанция "Изток" в столицата.

## Редовни събития
Редовен ежегоден събор в съботата след Спасовден.

## Известни личности
В с. Желява са родени: 
- политикът Тодораки Пешов (1838 – 1892), първият избран кмет на София след Освобождението.
- Тоне Крайчов – националреволюционер, основава с помощта на Димитър Общи на местния революционен комитет.
- Стоян Младенов (по прякор Мечката) – революционер, участник и съпредседател в Желявския революционен комитет; заточен в Диарбекир, където умира през 1873 г.

#### Други
- На два километра от Желява, по пътя за връх Мургаш, в местността „Мерова поляна“ е убит от башибозуци Ботевият четник Ангел Тодоров. Всяка година на 2 юни на „Мерова поляна“ се отдава почит пред паметника му. Освен жителите на Желява, на „Мерова поляна“ пристигат хора от околните села и София, както и потомци на Ботевия четник от родното му село и от Разград.

## Администрация
Кметство с. Желява, ул. „Стоян Мечката“ 2, п.к. 1837 – 	Йордан Шехтански 994 2318